# Lamar King
Lamar King (Baltimora, 10 agosto 1975) è un ex giocatore di football americano statunitense che ha militato nel ruolo di defensive end nella National Football League (NFL). Fu scelto nel corso del primo giro (22º assoluto) del Draft NFL 1999 dai Seattle Seahawks. Al college giocò a football alla Saginaw Valley State University.

## Carriera professionistica
King fu scelto nel corso del primo giro del draft 1999 dai Seattle Seahawks, la prima scelta sotto la direzione del nuovo allenatore Mike Holmgren. Nella sua stagione da rookie non partì mai come titolare in 14 presenze. La sua stagione successiva fu la migliore in carriera, quando mise a segno 6,0 sack. Dopo la stagione 2003 firmò come free agent coi Tampa Bay Buccaneers con cui passò tutta la stagione 2004 in lista infortunati.